# Bdeogale nigripes
Bdeogale nigripes (мангуста чорнонога) — ссавець, представник ряду хижих із родини мангустових. Знайдено тільки в тропічних лісах Центральної Африки. Живе у високих листяних лісах із густим підліском до 1000 м над рівнем моря. Зазвичай не зустрічається в порушених лісах.

## Загрози та охорона
Серйозних загроз немає, хоча, ймовірно, його чисельність знижується в результаті фрагментації лісів. Зареєстрований у межах охоронних територій.